# Neuendorf (Insel Hiddensee)
Neuendorf (ⓘ) (plattdeutsch: Niegendörp) ist ein Ort auf der Insel Hiddensee, der aus einem um 1700 gegründeten Fischerdorf hervorging. Seine bauliche Struktur mit Häusern in mehreren Reihen auf einer Wiese ohne angelegte Wege gilt als einmalig. Der Ort steht als Gesamtheit unter Denkmalschutz. Neuendorf ist mittlerweile mit dem benachbarten, älteren Plogshagen zusammengewachsen. Beide Orte bildeten bis Ende der 1930er Jahre die Gemeinde Neuendorf-Plogshagen. Seitdem sind alle Orte auf Hiddensee zu einer Gemeinde vereinigt, die seit 1993 den Namen Insel Hiddensee trägt.

## Lage
Der Ort liegt etwas südlich der Mitte der langgestreckten Insel Hiddensee. Der Ortskern mit dem Hafen befindet sich auf der Boddenseite der Insel am Schaproder Bodden gegenüber von Schaprode auf der Insel Rügen. Die Ansiedlung erstreckt sich nach Westen bis kurz vor die Küste der offenen Ostsee. Südlich des Siedlungsbereichs von Neuendorf und Plogshagen beginnt die unbesiedelte Halbinsel Gellen.

## Geschichte
Nördlich des heutigen Ortsteils Neuendorf entstand bereits zu slawischer Zeit die Siedlung Glambeck, neben Grieben einer der beiden ältesten Orte der Insel. Der Name Glambeck ist slawischen Ursprungs und bedeutet etwa Tiefenort.  Nach der Gründung des Klosters Hiddensee Ende des 13. Jahrhunderts gründeten deutsche Siedler südlich von Glambeck den Ort Plogshagen. Der Name stammt vermutlich von einem Personennamen.
Glambeck bestand zu Zeiten der Existenz des Klosters (vom 14. bis 16. Jahrhundert) aus sieben Katen. Bereits um 1700 wurde Glambeck zur Wüstung und südlich davon wurde eine neue Ansiedlung gegründet, die den Namen Neuendorf erhielt. Ernst Heinrich Wackenroder schrieb 1730 über Glambeck:
ist anietzo desolat,  wiewohl nicht weit davon einige Häuser wiederaufgebaut sind. Der Ort heißt Neuendorff.
Der Name Glambeck hat sich als Flurname gehalten. Im Bereich des einstigen Ortes wurden einige Fundamentreste gefunden.
Während es in den anderen Orten auf Hiddensee bis in das 19. Jahrhundert Leibeigenschaft gegeben hatte, waren die Einwohner von Neuendorf und Plogshagen stets frei. Viele Arbeiten wurden gemeinschaftlich durchgeführt, auch das Land zwischen den Häusern war im gemeinschaftlichen Eigentum. Die Fischer schlossen sich in Partien zusammen, welche größere Anschaffungen finanzierten und gemeinsame Arbeiten organisierten. In Neuendorf gab es die Groot und die Lütt Partie.
Die besondere soziale Lage wie auch die relative räumliche Isolierung hatten lange Zeit zu gewissen Unterschieden zwischen den „Süder“ genannten Einwohnern von Neuendorf und Plogshagen zu den anderen Inselbewohnern geführt. Noch Anfang des 20. Jahrhunderts unterschied sich sogar der örtliche Dialekt deutlich von dem im Norden der Insel gesprochenen.

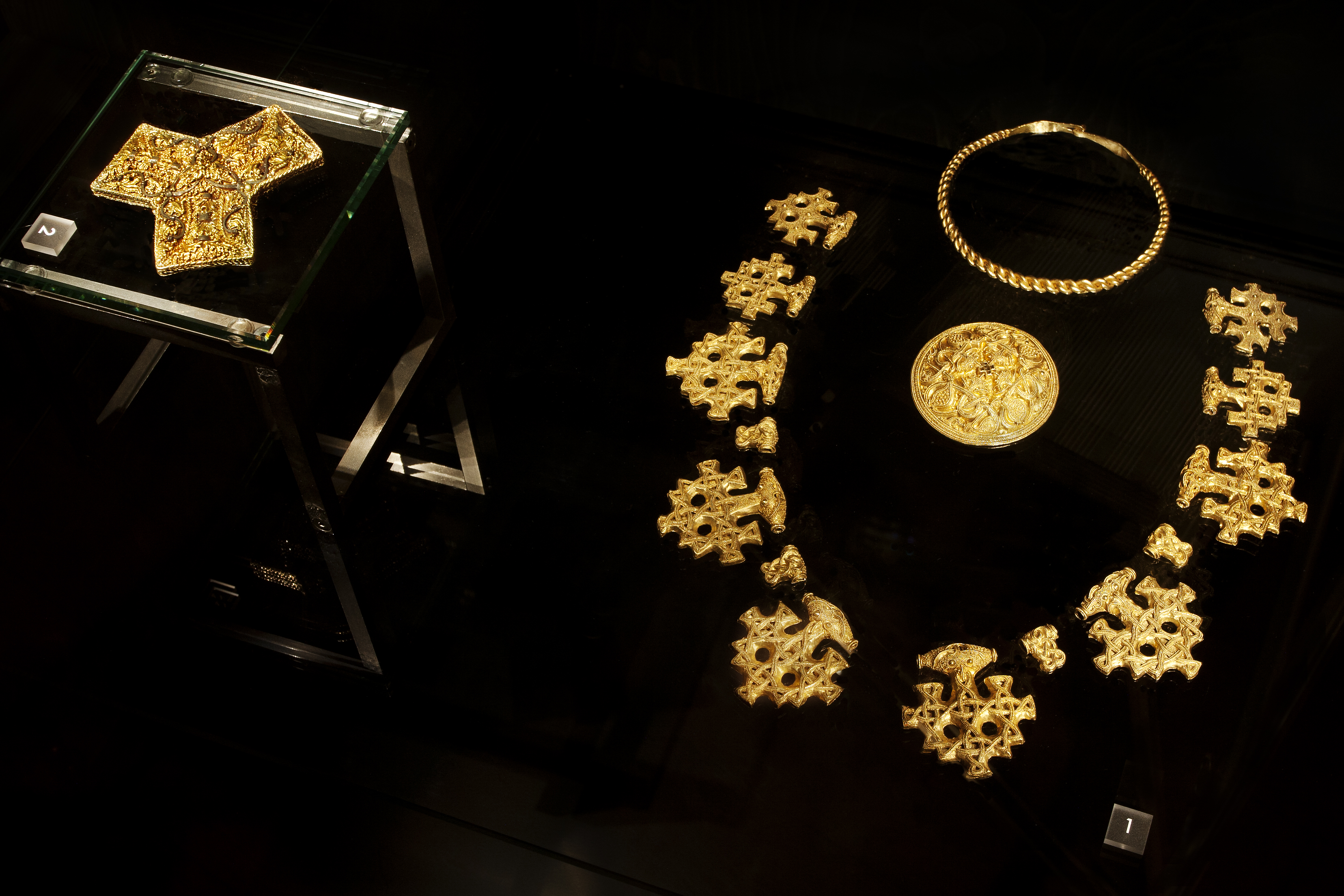
Bei Neuendorf im Jahr 1872 gefundener Hiddenseer Goldschmuck

Am 13. November 1872 wurde der Ort wie weite Teile der pommerschen und mecklenburgischen Ostseeküste von einer schweren Sturmflut betroffen. Die Insel war südlich der Ortslage zeitweise geteilt, offenes Meer und Bodden verbunden. Zur Sicherung des Landes erfolgten in den Folgejahren erhebliche Küstensicherungsmaßnahmen. Fast alle Häuser des Ortes wurden bei der Sturmflut zerstört und entstanden danach neu. Nach der Sturmflut wurde bei Neuendorf der vermutlich durch die Flut freigelegte oder aus einem gestrandeten Schiff stammende Hiddenseer Goldschmuck entdeckt.
Anfang des 20. Jahrhunderts begann, zunächst langsam, auch in Neuendorf der Tourismus. Im Jahr 1930 wurden 1704 Kurgäste im Ort gezählt.
Ende der 1930er Jahre wurde die Gemeinde Neuendorf-Plogshagen mit Kloster-Grieben und Vitte zur Gemeinde Hiddensee zusammengelegt. Seit 1993 trägt die Gemeinde den Namen Insel Hiddensee. In den 2010er Jahren kam noch der Zusatz Seebad in den offiziellen Gemeindenamen.
Nach Gründung der DDR wurden 1952 die Fischereigemeinschaften in die Fischereiproduktionsgenossenschaft der See- und Küstenfischer Die Süder umgewandelt. Auch der Tourismus war bis 1990 durch den FDGB und betriebliche Einrichtungen überwiegend staatlich gelenkt worden.
Im Jahr 1987 wurde das kirchliche Gemeindehaus Uns Tauflucht (Unsere Zuflucht) als Filiale der Inselkirche Hiddensee eingeweiht. Neben ökumenischen Gottesdiensten wird es für Veranstaltungen wie Vorträge und Konzerte genutzt. Seit 1993 verfügt das Gemeindehaus über eine Truhenorgel der Firma Alexander Schuke mit vier Registern.

## Bebauung

### Siedlungsstruktur

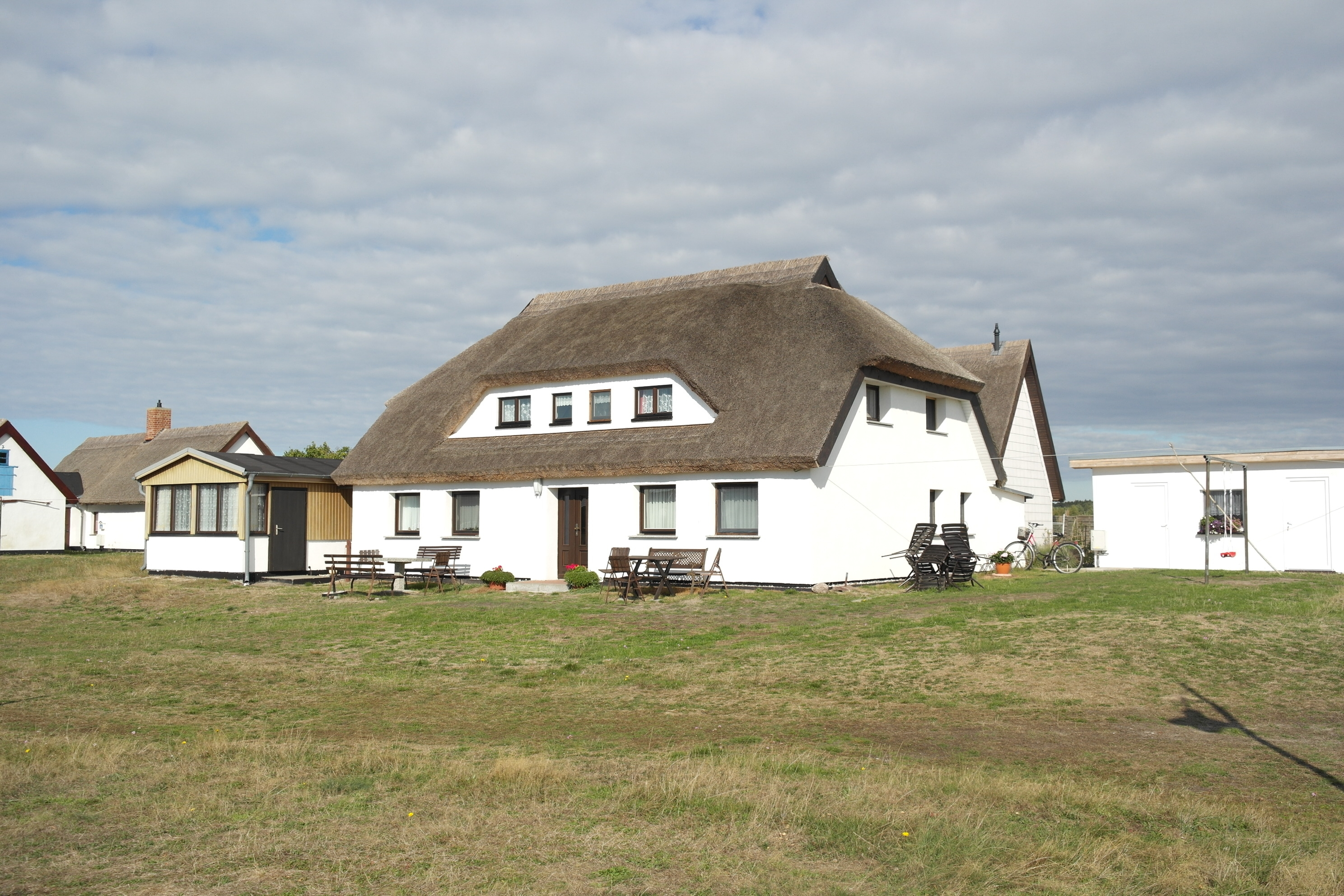
Denkmalgeschütztes Fischerhaus auf dem Schabernack

Neuendorf hat stärker als die anderen Inselorte baulich seinen ursprünglichen Charakter bewahrt. Der Ort besteht aus neun in Ost-West-Richtung (d. h., vom Bodden zur See) orientierten Häuserzeilen auf einer Wiese. Sie entstanden überwiegend nach der großen Sturmflut von 1872. Die Häuser stehen zum Schutz vor Hochwasser auf etwa 80 cm hohen Wällen. Sie sind nicht eingefriedet, bis auf wenige Ausnahmen nicht von Gärten umgeben und besitzen keine befestigten Außenflächen. Die Wohnhäuser sind meist weiß verputzt und mit Rohr, in Ausnahmefällen mit Ziegeln, gedeckt und zum großen Teil mit Anbauten versehen. Die Wiesenflächen zwischen den Häusern wurden gemeinschaftlich als Weidefläche und für das Trocknen der Fischernetze genutzt. Die „Bebauungsstruktur eines Dorfes in der Wiesenlandschaft ist auf Hiddensee einzigartig und in der Form auch anderswo nicht bekannt“, heißt es in der Denkmalschutzverordnung aus dem Jahr 2005.
Als Einzeldenkmale sind drei Wohnhäuser in der Straße Schabernack am nördlichen Ortsrand ausgewiesen.

### FischereimuseumLütt Partie

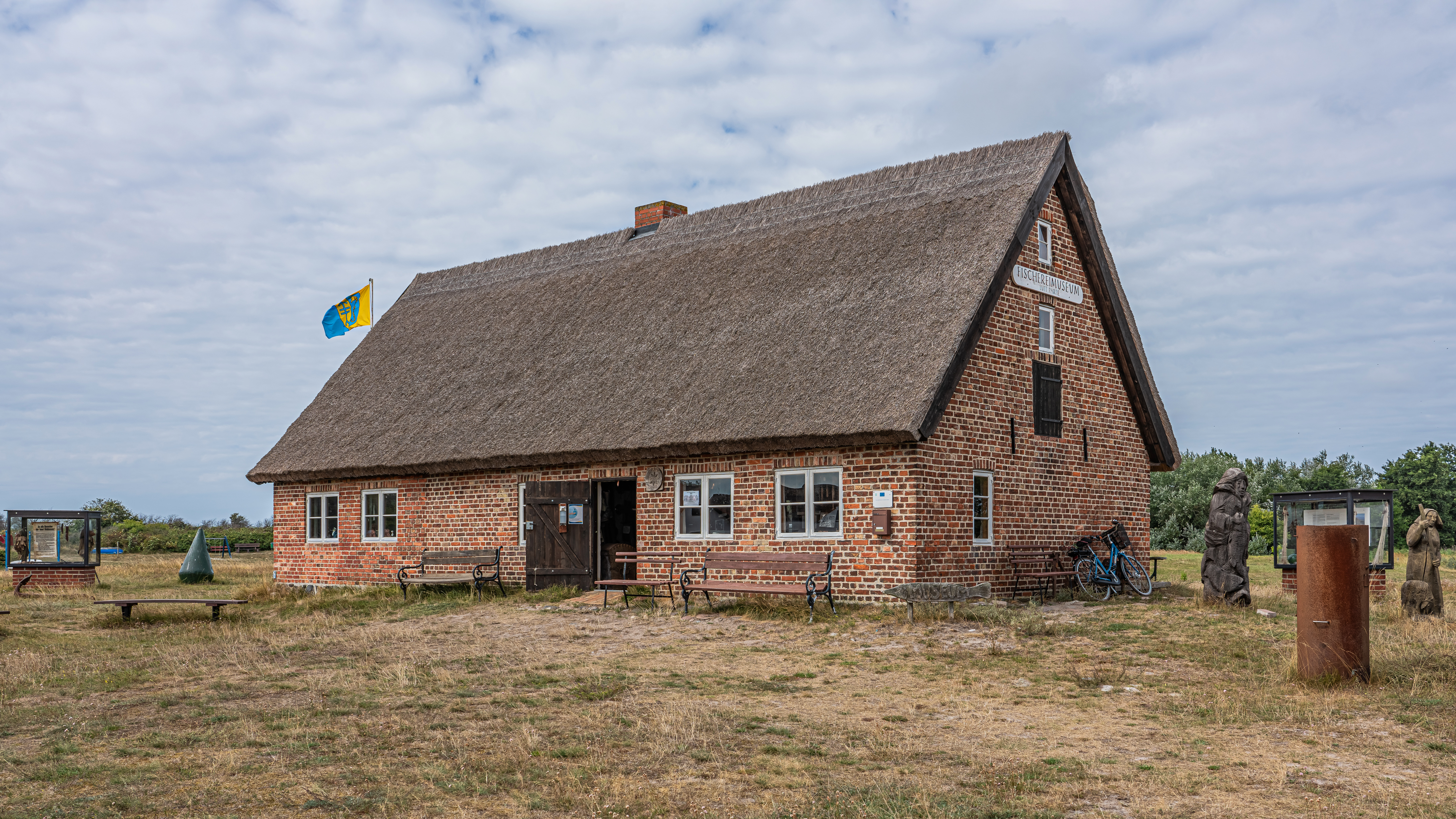
Lütt Partie, Haus der Fischergemeinschaft, heute Museum

Die von den Fischereigemeinschaften genutzten Gebäude der Lütt Partie und Groot Partie sind Ziegelbauten.
In den Jahren 2006/2007 wurde der ehemalige Netz- und Geräteschuppen aus dem Jahr 1885 zum Fischereimuseum Lütt Partie (Kleine Einheit) umgebaut. Seit 2007 präsentieren und erklären Fischer der Insel dort Fischereigeräte und lassen die Hiddenseer Fischereigeschichte, vor allem den Arbeitsalltag, lebendig werden. Träger des Museums ist der Verein Fischereipartie Neuendorf e. V., der sich allein aus Spenden finanziert.
Die Lütt Partie steht unter Denkmalschutz und beherbergt im 21. Jahrhundert ein Fischereimuseum. Die Groot Partie war ebenfalls denkmalgeschützt, verfiel aber nach 2000 und wurde 2016 neu aufgebaut. Die Räume dienen seitdem ebenfalls als Ausstellungsfläche.

### Leuchtturm Gellen

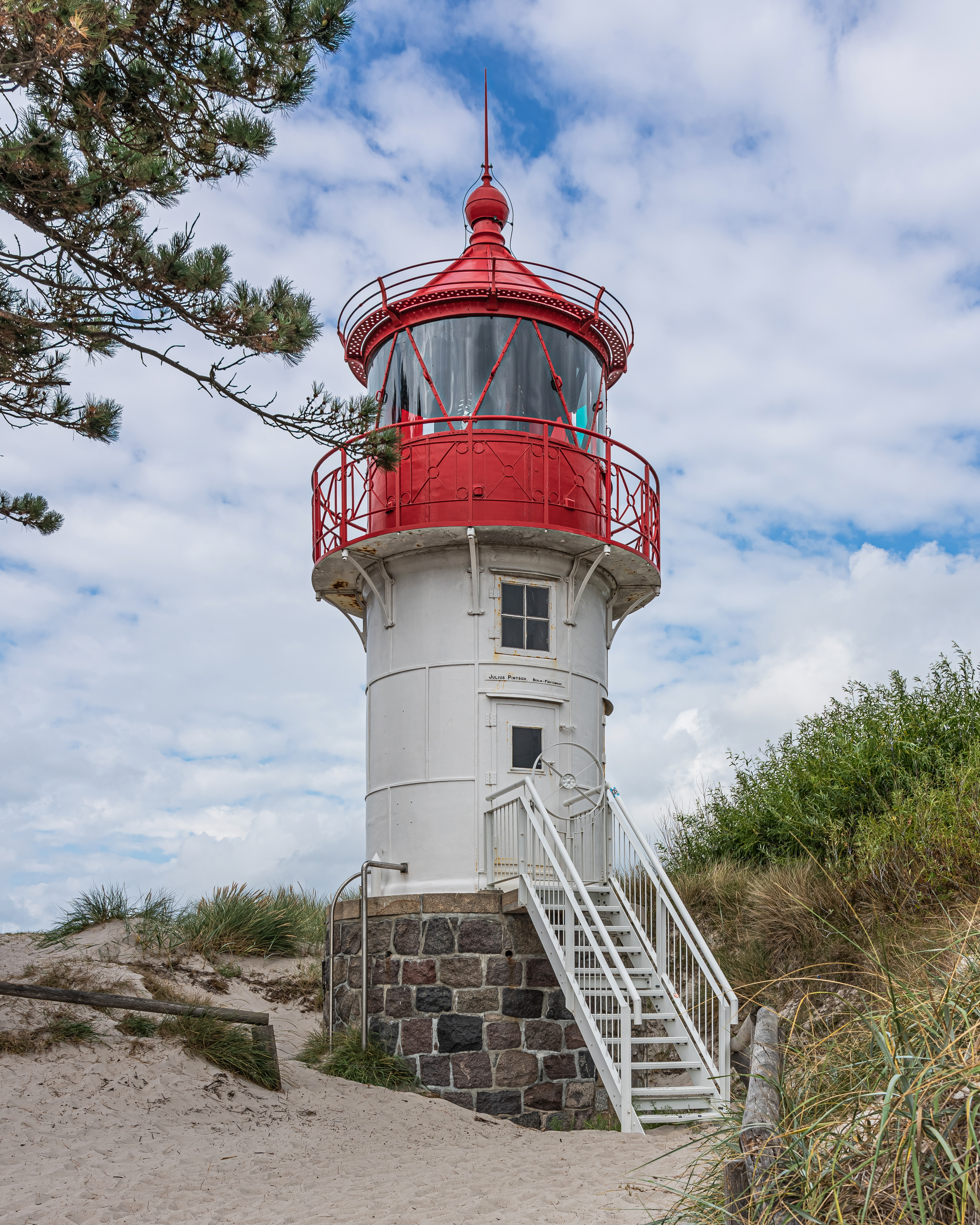
Leuchtfeuer Gellen-Hiddensee

Das 12,30 m hohe Bauwerk (Feuerhöhe 10 m), ein Leit- und Quermarkenfeuer, befindet sich südlich von Neuendorf an der nördlichen Grenze des Gellen. Es hat die Leuchtturmnummer C2586 und die Koordinaten 54° 30′ 29″ N, 13° 4′ 28″ O. Das Leuchtfeuer trägt die amtliche Bezeichnung Leuchtfeuer Gellen/Hiddensee und steht unter Denkmalschutz. Der weiße Stahlturm mit roter Galerie und kegelförmigen Dach steht auf einem Natursteinsockel. Er wurde 1904 von der Firma Julius Pintsch (Berlin) aus Gusssegmenten (Tübbings) gebaut und ist seit 1905 im Probe-, seit 1907 im Dauerbetrieb. Aus derselben Produktionsstätte (Zweigwerk Fürstenwalde/Spree) stammen u. a. die in gleicher Bauweise ausgeführten Leuchtturm Ranzow und Kolliker Ort (Insel Rügen) sowie der Leuchtturm Norddorf (Amrum).
Das Leuchtfeuer Gellen/Hiddensee markiert die nördliche Einfahrt zum Gellenstrom, im Westen die Fahrrinne des Gellenstroms und leitet im Osten durch den Schaproder Bodden.
Der Leuchtturm war auf einem 5-Millionen-Mark-Notgeldschein des Kreises Rügen von 1923 abgebildet. In der Briefmarken-Sonderserie der DDR Leucht-, Leit- und Molenfeuer aus dem Jahr 1975 zierte das Leuchtfeuer Gellen als Motiv die 10-Pfennig-Briefmarke.

## Verkehr

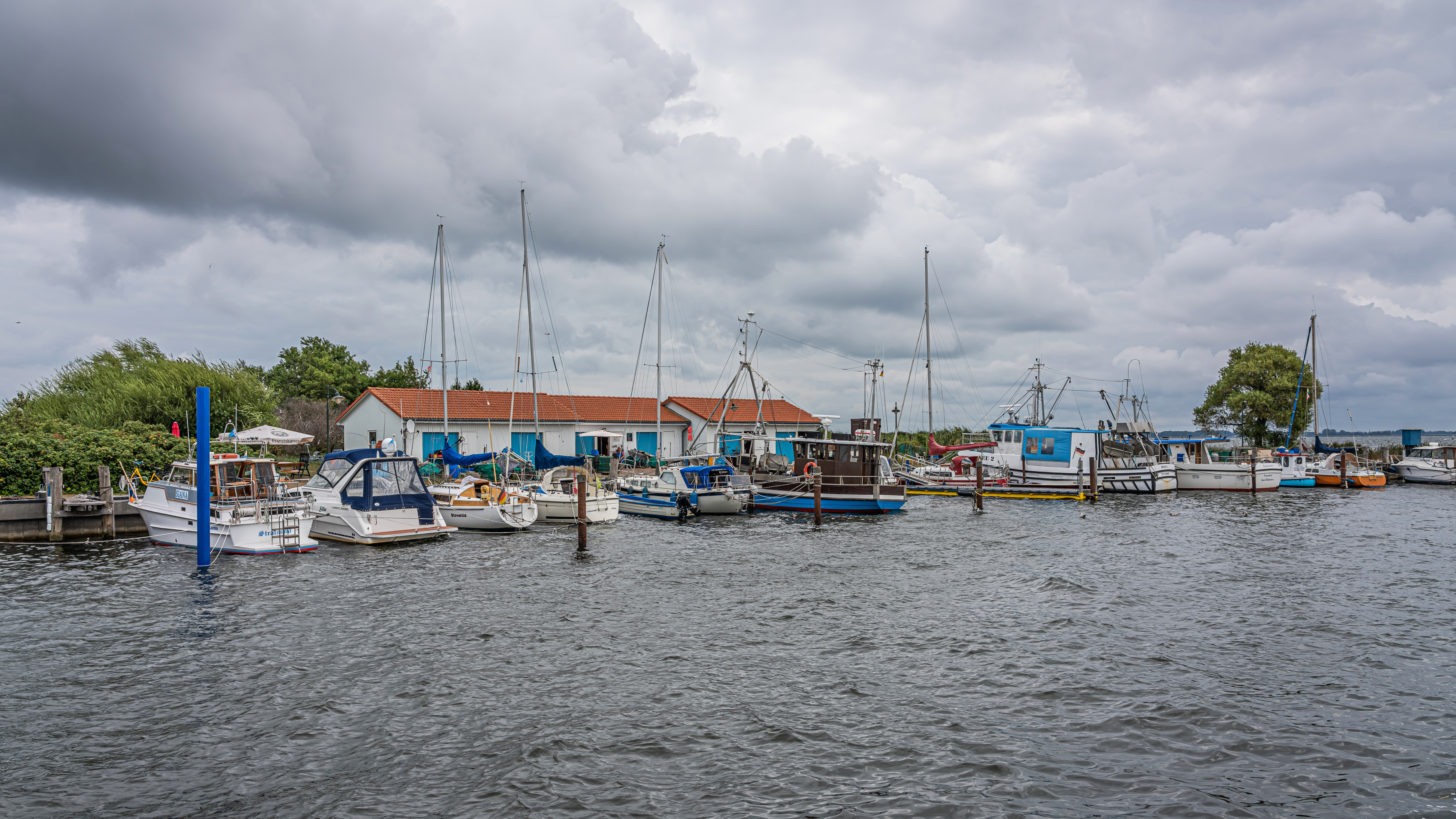
Hafen von Neuendorf

Neuendorf besitzt einen Hafen an der Boddenseite. Dieser wird täglich von Schiffen nach Schaprode auf Rügen sowie nach Stralsund angefahren. Eine lokale Buslinie verbindet montags bis freitags die Orte auf der Insel. Privater Autoverkehr ist auf der gesamten Insel Hiddensee nicht gestattet.
Wichtigstes Fortbewegungsmittel für Einheimische und Gäste sind Fahrräder.